# Sabrina Abdellahi
Sabrina Abdellahi (n. 15 aprilie 1992, Metz, Franța) este o handbalistă din Franța care evoluează pe postul de pivot pentru clubul românesc SCM Gloria Buzău.
Sabrina Abdellahi împreună cu naționala de tineret a Franței a devenit vicecampioană mondială la Campionatul Mondial de Tineret din 2012 desfășurat în Cehia.

## Palmares
- Campionatul Mondial pentru Tineret:
  -  Medalie de argint: 2012

- Liga Campionilor:
  - Grupe: 2009, 2010

- Cupa Cupelor:
  - Semifinalistă: 2010, 2011
  - Sfertfinalistă: 2009

- Campionatul Franței:
  -  Câștigătoare: 2009, 2011
  -  Medalie de bronz: 2010

- Cupa Franței:
  -  Câștigătoare: 2010
  -  Finalistă: 2009

- Cupa Ligii Franței:
  -  Câștigătoare: 2009, 2010